# Mirror (GACKTの曲)
「Mirror」（ミラー）は、2000年2月9日にGacktが発表した楽曲、および同曲を収録したシングル。通算3枚目のシングルである。発売元は日本クラウン。

## 概要
- 前作『Vanilla』からおよそ半年で発売された、活動再開後初のシングル。2週連続リリースの1週目に発売された。

## 収録曲
- 作詞・作曲：Gackt.C/編曲：Gackt.C, 藤村幸宏

1. Mirror
Gackt曰く、当時確執があったプロデューサーに対して皮肉をこめて作った曲であるという。このエピソードはフジテレビ系『僕らの音楽』で語られている。
ライブでは必ず披露されている曲で、この曲が初めて演奏されたライブツアー『Gackt Live Tour 2000 MARS 〜空からの訪問者〜』では原曲キーで演奏されたが、『Gackt Live Tour 2001 Requiem et Reminiscence 〜鎮魂と再生〜』から『Gackt Live Tour 2003 上弦の月』までのライブはキーを半音下げ、『Gackt Live Tour 2004 THE SIXTH DAY&THE SEVENTH NIGHT』以降のライブはキーを一音下げ、演奏されている。曲が始まる前やラストサビ前に、Gacktと観客との長めのコール&レスポンスが行われるほか、近年のライブでは曲の終わりにも長めのコール&レスポンスが行わるようになった。また、Gacktがギターを演奏している数少ない楽曲である。
Gacktのシングル表題曲で、ライブツアーで本楽曲を演奏する際、シングルバージョンで演奏されていない楽曲となっている[1]。
なお、1枚目のアルバム『MARS』にはアルバムバージョンが、ベストアルバム『THE SEVENTH NIGHT 〜UNPLUGGED〜』にはアコースティックバージョンが、ベストアルバム『THE SIXTH DAY 〜SINGLE COLLECTION〜』には再録バージョンがそれぞれ収録されている。コンピレーション・アルバム『GACKT WORLD TOUR 2016 LAST VISUALIVE 最期ノ月 -LAST MOON-』には『THE SIXTH DAY 〜SINGLE COLLECTION〜』の再録バージョンが収録された。シングルバージョンは、他のどのアルバムにも収録されておらず、本作のみに収録されている。
2. blue (piano solo)
インストゥルメンタル曲。この楽曲は、どのアルバムにも収録されておらず、本作のみに収録されているが、『Gackt Live Tour 2000 MARS 〜空からの訪問者〜』では、アルバム未収録曲ながらこの楽曲が演奏されている。
他に、ビデオ・クリップ集『Video/Mirror. OASIS』のクレジットの場面や、ライブ・ビデオ『MARS 〜空からの訪問者〜 回想 特別編』の最初の場面でも、この楽曲が使われている。
3. Mirror (Instrumental)

## 楽曲の収録アルバム
- MARS (#1,アルバムバージョン)
- THE SIXTH DAY 〜SINGLE COLLECTION〜 (#1,再録バージョン)
- THE SEVENTH NIGHT 〜UNPLUGGED〜 (#1,アコースティックバージョン)
- GACKT WORLD TOUR 2016 LAST VISUALIVE 最期ノ月 -LAST MOON- (#1,再録バージョン)